# Pere Jacint Morlà

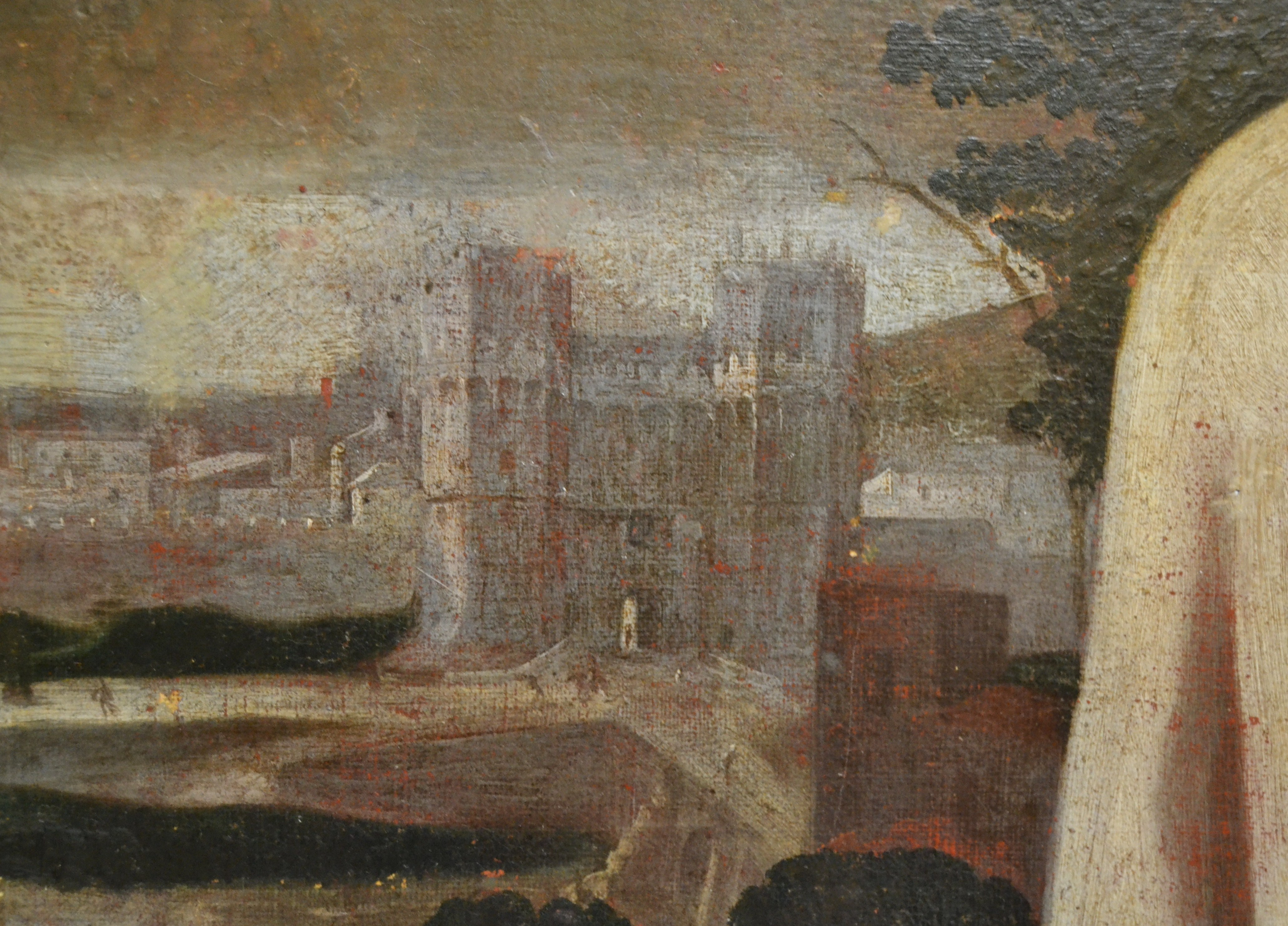
El Portal de Serranos en un cuadro de Jeroni Jacinto Espinosa, pintor coetáneo de Morlà. El poeta estuvo encarcelado en estas torres.

Pere Jacint Morlà (Valencia, ? - Valencia, c. 1656) fue un eclesiástico y poeta valenciano del Barroco que escribió en valenciano y castellano. Sus poesías y coloquios, la mayoría compuestos para ser leídos en certámenes o fiestas parroquiales, le valieron una gran popularidad y prestigio en la Valencia de su tiempo.

## Biografía
Se conservan muy pocos datos de su biografía: Antoni Ferrando Francés  recoge el testigo de Josep Rodríguez, que declara que Morlà nació en Valencia, hijo de linaje insigne (su padre fue el jurisconsulto Pere Agustí Morlà) y que fue beneficiado de la parroquia de Santo Martí, igual que otro nombre ilustre de las letras valencianas, el también religioso Pere Joan Porcar. Otro autor, Josep Maria Torres, consigna que Morlà estuvo durante un tiempo encarcelado en las Torres de Serranos, seguramente "miedo una travesura y alguna frase que no debió sentar bien al virrey o capitán general de esta ciudad."
Morlà fue un firme defensor de los espectáculos teatrales frente a la opinión contraria de algunos moralistas de la época, como Lluís Crespí de Valldaura. Precisamente de una de sus réplicas a Crespí, Antoni Ferrando extrae algunos datos interesantes sobre la biografía del autor que nos ocupa: por ejemplo, que fue legitimado en las Cortes de Monzón de 1626, que fue un grande admirador de la obra del castellano Lope de Vega y que fue un gran consumidor de teatro, puesto que confesaba haber visto representadas más de dos mil comedias.

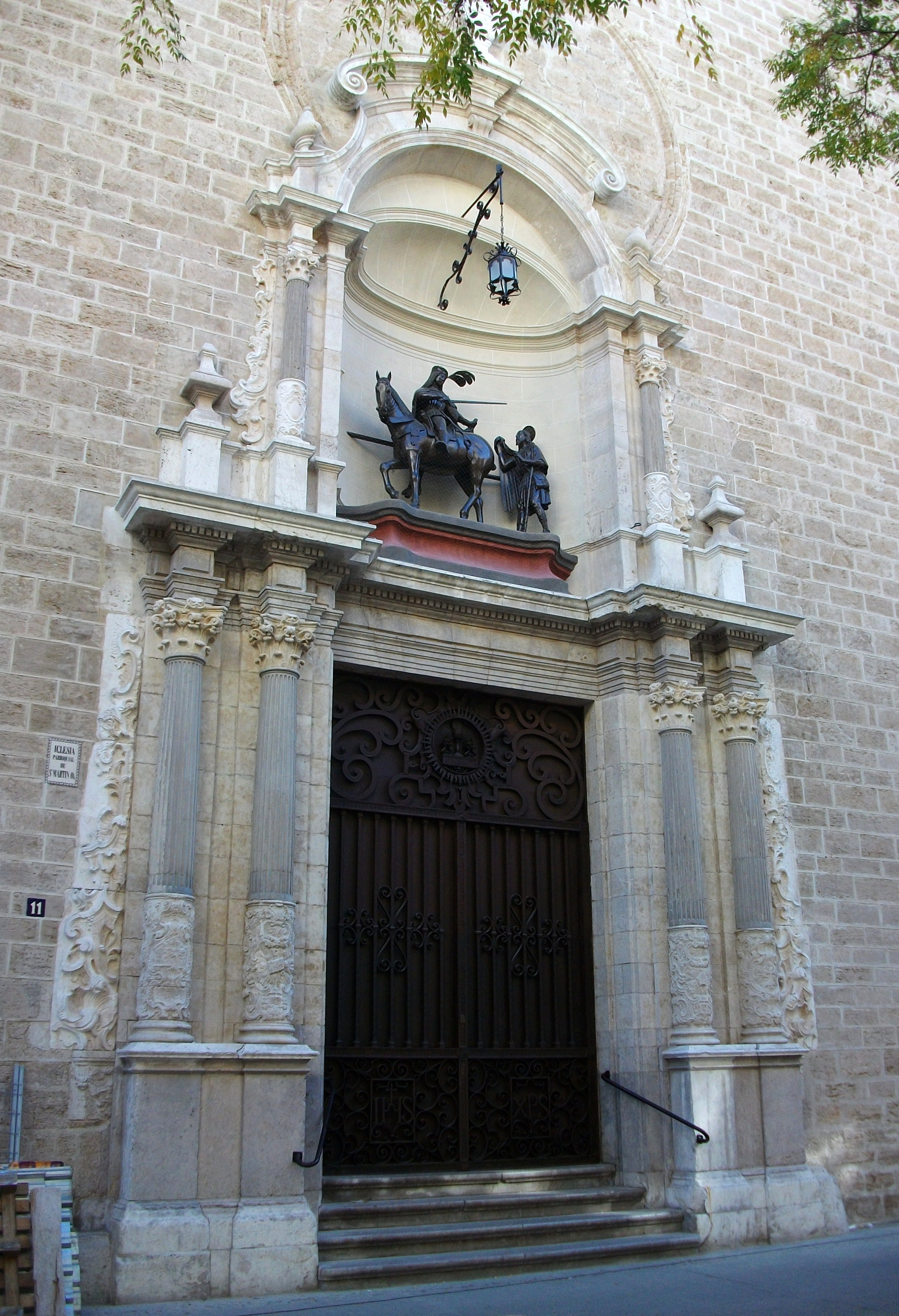
Portalada de la iglesia de San Martín, de la cual fue beneficiado Pere Jacinto Morlà.

Hacia el año 1656 Pere Jacinto Morlà se encontraba ya enfermo, aunque continuaba en activo y escribiendo. Así parece que lo demuestra una carta escrita por Carles Vendrell, presbítero y amigo del poeta, y dirigida seguramente al caballero de Tortosa Francesc de la Torre: 
"El amigo Morlà a estado enfermo, y oy se a levantado ya, escribe a Vmd. y le remite este bayle. Para la otra irá otra cossa nueva, y, si tiene salud, escrivirá al asumpto de Vmd., que está muy ganoso de servirle, sino que su poca salud no le da lugar a poder hazer lo que quisiera. Perdóneme Vmd. de la llaneza que como amigo le trato." 
Dado que no se conocen datos biográficos ni obras de Morlà posteriores en 1656, Antoni Ferrando supone que la muerte del escritor debió de producirse en Valencia, durante este año o a comienzos del siguiente.

## Obra
La obra valenciana de Morlà está formada por una cincuentena de obras, todas en verso y la mayoría pensadas para ser recitadas en público, a veces (en el caso de los coloquios) con la participación de otra persona que habla y replica al autor. Muy a menudo se trata de piezas de circunstancias que el autor preparaba para participar en alguna justa poética o en alguna festividad en honor a algún santo, de forma que es frecuente encontrar poemas que, después de un primer momento humorístico, incluyen una alabanza dedicada en el santo o santa a quien va dedicado el certamen.
A pesar del carácter predominantemente satírico de su obra, Morlà a penas incide en aspectos políticos concretos y no cuestiona nunca el sistema. Como autor, más bien buscaba la diversión del público, y a tal fin utilizaba un lenguaje rellenado de expresiones, imágenes y palabras extraídas de la vida cotidiana, sin rehuir ni la descripción de situaciones eróticas ni la inclusión ocasional de alguna obscenidad. Hay que añadir que Pere Jacinto Morlà es autor también de algunas poesías y entremeses en castellano, y que en esta lengua escribió una Sátira en defensa de las comedias (Valencia, 1649).

Aunque su obra ha llegado hasta nosotros de forma fragmentaria, parece que Morlà fue un escritor de mucho prestigio a la Valencia de su época. El escritor fray Josep Rodríguez (1630-1703) se refiere a él en términos bien elogiosos:
"Raro Poeta en nuestro Idioma! y el mayor, que hemos conocido, en concepto y facilidad, para Assumtos jocosos! sin faltarle aquel don, que llaman los Humanistas, Numen, para los Sèrios, y para los Sacros; assi en dicho Idioma, como en el general de España!
Escriviò en quantos Certamenes, y Academias, se celebraron en su tiempo; y siempre à la Devocion, sin aspirar à premios, ni competencias; y pudiera en lo segundo, porque todo lo acertava con primor; y pudiera en lo primero, porque todo lo merecia, sin agravio. Leìa, y pronunciava, con mucha gracia, y propiedad. Llevòse los aplausos mas generales; y pùblicos, porque eran sus versos, enseñança, y deleyte, para todos.

Las Funciones Poeticas, sin Papel suyo, ya Soliloquio, en algunas; yà Coloquios, en las mas; parece que, ò no hazian labor, ò se eclipsavan; porque indispensablemente, era el primer plato, el suyo, tan compuesto (con sal, y modestia) de vnos, ò otros sucessos, ò ignorados; ò no advertidos; modernos todos, que ocurrían en Valencia, en su Reyno, en la Monarquia, en Europa, y en el Mundo; que dexava deliciosísimo sabor en los oyentes, para mucho tiempo!" 
Un aspecto de la obra de Morlà es su papel como precursor del género valenciano del coloquio. Joaquim Martí i Mestre incluye a Morlà como uno de los iniciadores insignes del género, junto a otros coetáneos suyos como por ejemplo el jurisconsulto Llorenç Mateu Sanç.
El conjunto de la producción poética de Morlà, dispersa en varios manuscritos y totalmente olvidada durante siglos, fue editada modernamente en 1995 por el profesor Antoni Ferrando, quien clasifica las obras poéticas de este autor en tres grandes subconjuntos: poesías satírico-festivas, coloquios y piezas de circunstancias:

### Poesías satírico-festivas
- A una devoció de monja que tenia Mossén Morlà i la tal la hi pegava
- Siguidilles
- Romanç
- Al retiro i honestitat d'una ama d'un capellà
- Queixes que fa un sant prevere, de les ames dels capellans, a la Mare de Déu
- Lo que naix lladre de cor
- Romanç que feu quan la seua presó
- Redondilles
- Somi de l'infern
- Nit de carnestoltes
- Romanç
- Queixes al Sant Cristo de Santa Tecla per lo escolà, compostes en la justa de Santa Tecla
- Octaves escrites en la justa de Sant Gregori
- Dècimes a la festa que feren los cavallers de Montesa en lo Temple a la Puríssima Concepció
- Lo portal dels jueus
- A una festa que hi hagué en Sent Domingo
- Queixes que fa Miquel de Susa, biscaí
- Romanç en la justa poètica de Sent Domingo

### Coloquios
- Col·loqui entre Vendrell, Polop i Morlà en la justa de Sant Joan del Mercat
- Col·loqui en la justa del Col·legi de Sant Tomàs
- Col·loqui al Santíssim per a Gandia
- Col·loqui en una justa poètica que hi hagué en la Mercé
- Col·loqui en la festa de la Mercé
- Col·loqui a la justa que feren en Sent Francés a les festes de Sent Bonaventura
- Del col·loqui que lligguérem
- Col·loqui en la festa de Sent Josep
- Col·loqui entre Guillem "lo Curro" de Paiporta i Toni "lo Grenyut" de la creu desmotxada.
- Col·loqui a les festes de Sent Vicent Ferrer entre Morlà i Maluenda
- Ganes tinc d'en un col·loqui

### Piezas de circunstancias
- A Vicent Joan Eixulve
- Romanç a Sant Tomàs d'Aquino
- A Francesc Gavaldà
- A Marc Antoni Ortí
- Romanç a San Vicent Ferrer